# Maurycjusz (imię)
Maurycjusz – imię męskie pochodzenia łacińskiego
Maurycjusz imieniny obchodzi 22 września
Osoby noszące to imię:
- Maurycjusz (cesarz bizantyjski)
- Pseudo-Maurycjusz (VI/VII wiek) – pisarz bizantyjski, autor dzieł z zakresu historii i wojskowości, autor opisu życia pierwszych Słowian – "Słowiańszczyzna pierwotna"